# جائزة زي سيني لأفضل قصة
لائحة الفائزين بجائزة زي سيني لأفضل قصة :
| السنة | الفائز(ون)                                                | الفيلم                         |
| ----- | --------------------------------------------------------- | ------------------------------ |
| 2014  | Pubali Chaudhari Supratik Sen Abhishek Kapoor تشيتان بهجت | كاي بو تشي!                    |
| 2011  | كاران جوهر شيباني باتيجة ‏                                 | اسمي خان (فيلم هندي)           |
| 2008  | أمول جوبتي ‏                                               | نجوم على الأرض                 |
| 2007  | راجكومار هيراني & ابهيجات جوشي                            | استمر يا مونا بهاي (فيلم هندي) |